# Pet (film)
Pour plus de détails, voir Fiche technique et Distribution.
Pet ou Animal de Compagnie au Québec (espagnol : Animal de compañía) est un thriller horrifique américano-espagnol réalisé par Carles Torrens, sorti en 2016.

## Synopsis
Seth est un trentenaire timide, maladroit et mal dans sa peau. Il tente de séduire une serveuse, Holly, dont il est follement obsédé. Humilié lorsqu'il échoue lamentablement, il la kidnappe et la séquestre dans une cage dans le refuge animalier où il travaille. 

## Fiche technique
- Titre anglais et français : Pet
- Titre québécois : Animal de Compagnie
- Titre espagnol : Animal de compañía
- Réalisation : Carles Torrens
- Scénario : Jeremy Slater
- Photographie : Timothy A. Burton
- Décors : Jennifer Giron
- Montage : Elena Ruiz
- Musique : Zacarías M. de la Riva
- Producteurs : Nick Phillips, Carles Torrens, Kelly Wagner
- Sociétés de production : Samuel Goldwyn Films, Revolver Picture Co et Magic Lantern
- Sociétés de distribution : Orion Pictures, Samuel Goldwyn Films
- Pays d'origine :  États-Unis,  Espagne
- Langue originale : anglais
- Durée : 94 minutes
- Format : couleur
- Genre : thriller, horreur
- Dates de sortie :
  - États-Unis : 11 mars 2016 (South by Southwest) ; 2 décembre 2016 (sortie nationale)
  - France : 8 septembre 2016 (L'Étrange Festival)
  - Espagne : 10 octobre 2016 (Festival de Sitges)

## Distribution
- Dominic Monaghan (VF : Rémi Caillebot) : Seth
- Ksenia Solo (VF : Marie Nonnenmacher) : Holly
- Jennette McCurdy (VF : Lucille Boudonnat) : Claire
- Nathan Parsons (VF : Alain Perret) : Eric
- Da'Vone McDonald (VF : Patrick Noérie) : Nate
- John Ross Bowie (VF : Olivier Angélé) : Jessup
- Janet Song (VF : Sarah Porte) : Madame Gundy
- Denise Garcia (VF : Judith Mestre) : Britt
- Sean Blakemore (VF : Jérôme Keen) : le détective Meara
- Gary J. Tunnicliffe (VF : Jean-Marc Montalto) : le clochard